# Girl Distribution Company
Crailtap, znana również jako Girl Distribution Company, to amerykańska firma specjalizująca się w dystrybucji sprzętu i odzieży skateboardowej. Siedziba firmy znajduje się w Torrance, w stanie Kalifornia w USA. Firma jest jednym z kluczowych dystrybutorów w branży skateboardowej i zarządza kilkoma wpływowymi markami w środowisku skateboardingowym.

## Historia
Firma została założona w 1993 roku jako Girl Distribution Company i od samego początku skupiła się na wspieraniu i promowaniu kultury skateboardowej poprzez tworzenie oraz dystrybucję sprzętu i ubrań dla skateboardzistów. W 2003 roku rozszerzyła swoją działalność o markę Chocolate Skateboards, która szybko zdobyła popularność wśród młodszych riderów.

## Marki należące do Crailtap[2]
Crailtap jest właścicielem i dystrybutorem kilku cenionych marek w świecie skateboardingu:
- Girl Skateboards – założona w 1993 roku, jedna z najbardziej rozpoznawalnych marek skateboardowych na świecie, znana z wysokiej jakości desek i kultowych team riderów.
- Chocolate Skateboards – marka powstała w 1994 roku jako siostrzana firma Girl Skateboards, skierowana do młodszej i bardziej miejskiej części skateboardowej społeczności.
- Royal Skateboard Trucks – producent wysokiej jakości trucków (osi do deskorolek), które są cenione za trwałość i precyzję wykonania.
- Fourstar Clothing – marka odzieżowa założona przez profesjonalnych skateboardzistów, oferująca ubrania inspirowane kulturą skateboardową.

## Produkty i działalność medialna
Poza produkcją sprzętu i odzieży, Crailtap jest znana również z produkcji filmów skateboardowych pod marką Girl Films, które dokumentują osiągnięcia jej team riderów i mają duży wpływ na rozwój kultury skateboardingu.